# Jardin des Vestiges
Il Jardin des Vestiges (letteralmente “Giardino delle Vestigia”) è un giardino che ospita i resti archeologici dell'antico porto di Marsiglia.
Il sito, che si trova dietro il Centre Bourse nel I arrondissement è classificato come monumento storico ed è stato portato alla luce nel 1967. Il giardino è stato creato da Joël-Louis Martin, un architetto paesaggista e oggi fa parte del Museo di storia di Marsiglia.
Il Jardin des Vestiges è stato inaugurato il 17 ottobre 2009.

## Scoperta

Il giardino limita l'ex litorale del porto di Marsiglia al I secolo a.C. Al numero 1 è il Jardin des Vestiges.

Durante i lavori, effettuati nel 1967, per la costruzione di un centro commerciale nel cuore di Marsiglia denominato "Centre Bourse", sono stati riportati alla luce importanti resti archeologici. L'entità di questa scoperta, che riguardava le fortificazioni greche di Marsiglia, i recinti funerari e parte del vecchio porto, ha reso necessaria la classificazione come monumento storico di circa 10 000 m2. La restante area, cioè 20 000 m2, è stata sacrificata per la costruzione del Centre Bourse. Questa zona è stata scavata per dieci anni dal Dipartimento di Antichità Storiche e dal CNRS. Successivamente sono state effettuate ulteriori indagini, in particolare nel 1994.
Si tratta infatti di un'area di contatto tra, da un lato l'antica città che si trovava a nord dell'attuale porto vecchio e comprendeva la Butte de Saint-Jean Saint-Laurent, la Place des Moulins e la Butte des Carmes, e dall'altra un'area suburbana e portuale fuori dai bastioni.
Il giardino, circondato su tre lati dal centro commerciale, è stato allestito per "mettere in mostra" questi resti derivanti da uno dei più importanti scavi urbani del dopoguerra effettuati in Francia. Gli oggetti scoperti sono esposti al Museo di Storia di Marsiglia.

## Resti archeologici

### Porto antico e banchine

Inquadratura dei resti della Borsa. Legenda: 1a- Corso del porto, 1b- banchina in pietra, 1c- piattaforma di scarico - 2ª parte delle fortificazioni greche della seconda metà della II secolo a.C., 2b- mura di Crinas, 2c- Torre nord, 2d Tour penchée, 2e- Cortina, 2f- Torre sud, 3- avant mura (V sec.), 4- bacino d'acqua dolce, 5- terrazzo funerario con bassi triglifi, 6a- pozzo scomparso, 6b- terrazzo funerario scomparso, 7- ingresso (pavimentazione), 8- Centro commerciale.

In epoca greca, il vecchio porto si estendeva più a est e saliva a nord-est, formando quello che è noto come il corno del porto che terminava in una zona paludosa. Così il sito dove si trova la chiesa degli Agostiniani era occupato dal porto.
Questo corno del porto, oggi piantumato con erba, era steso davanti alle mura della città. Le banchine attualmente visibili risalgono all'epoca romana e si conservano per una lunghezza di 180 metri; sono ancora visibili le scale utilizzate per lo scarico delle merci.
Questo specchio d'acqua si sta gradualmente insabbiando e funge da discarica dove vengono abbandonati tutti i tipi di rifiuti: piatti e oggetti vari. Una barca lunga 23 metri venne addirittura abbandonata lì nel III secolo. Questa barca affondò gradualmente nel fango, che ne garantì la conservazione. Portata alla luce durante gli scavi, questo relitto ha potuto essere estratto e conservato grazie al processo di liofilizzazione. Attualmente è esposto al Museo di Storia di Marsiglia.

### Fortificazioni greche
Il ritrovamento più antico è stato effettuato nella parte nord-occidentale e riguarda una porzione di un tracciato in direzione nord-sud che risale al VI secolo a.C.
Un primo bastione costituito da un basamento in calcare bianco proveniente da Saint-Victor sormontato da un prospetto in mattoni di argilla grezza è risalente alla fine del V secolo a.C.. Tale fortificazione doveva essere contemporanea del grande pozzo pubblico, oggi scomparso, posto a nord dell'area. Questo bastione arcaico fu poi ricostruito, probabilmente nella seconda metà del IV secolo a.C. Questo nuovo bastione sembra comprendesse, come il precedente, un basamento in pietra sormontato da un prospetto in grandi blocchi di tufo che sostituivano i mattoni di fango. Una porta che si apre sulla strada per l'Italia da est-ovest, è incorniciata da due torri o bastioni. Questo muro è chiaramente visibile nell'angolo nord-ovest del giardino attuale ed è preceduto da un fosso.
Nella seconda metà del II secolo a.C., il bastione fu ricostruito su larga scala, questa volta in blocchi di calcare rosa proveniente da Cape Crown e trasportati in barca. È questo bastione che difendeva la città durante l'assedio di Giulio Cesare nel 49 a.C. e rimase integro fino all'inizio del Medioevo. Il muro è costruito secondo una tecnica usuale dell'architettura militare greca con due paramenti costruiti con blocchi standardizzati, l'interno essendo riempito con gli scarti di taglio dei blocchi o pietre del vecchio bastione.
Nel complesso si distingue, da nord a sud:

#### "Muro di Crinas"

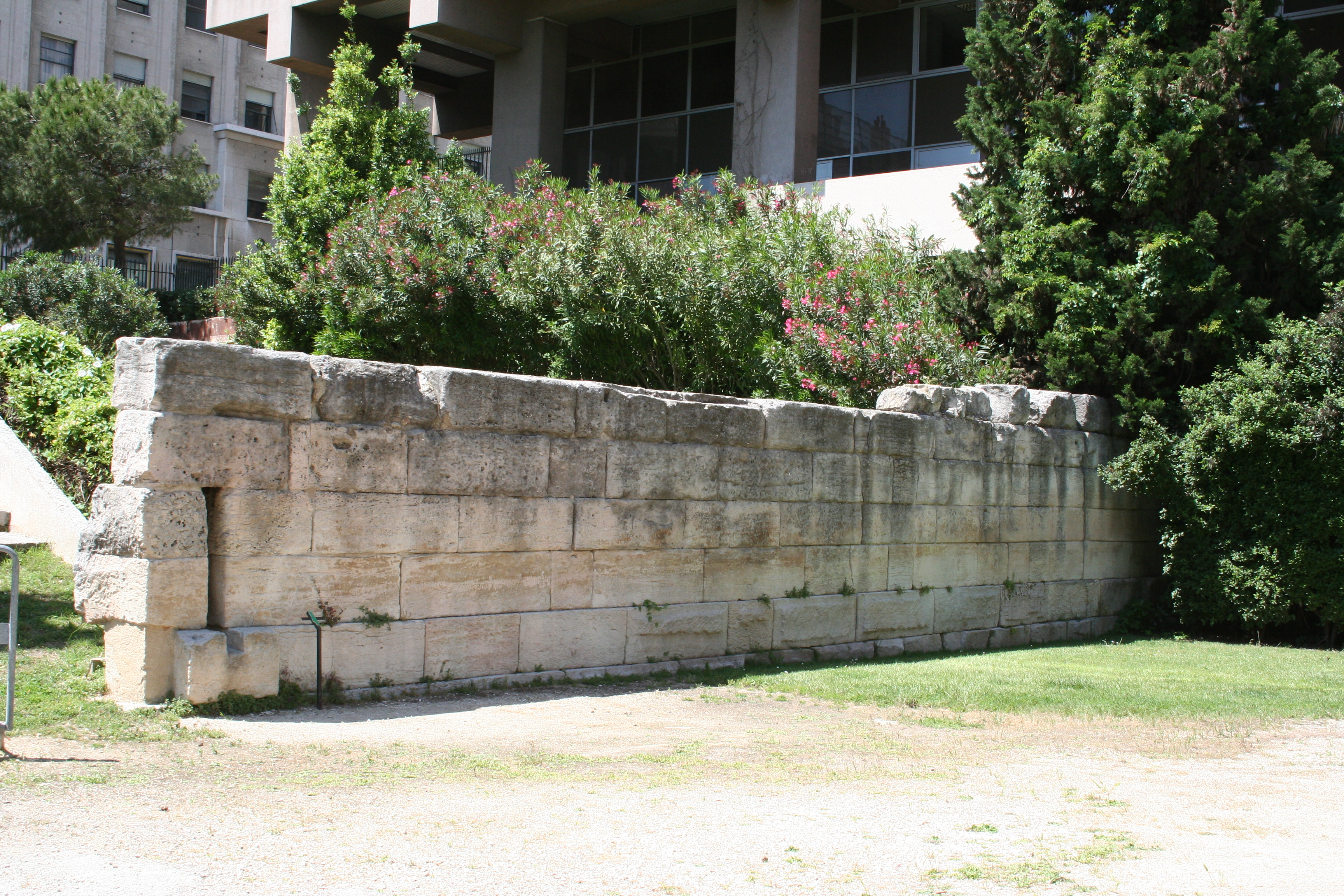
Muro di Crinas.

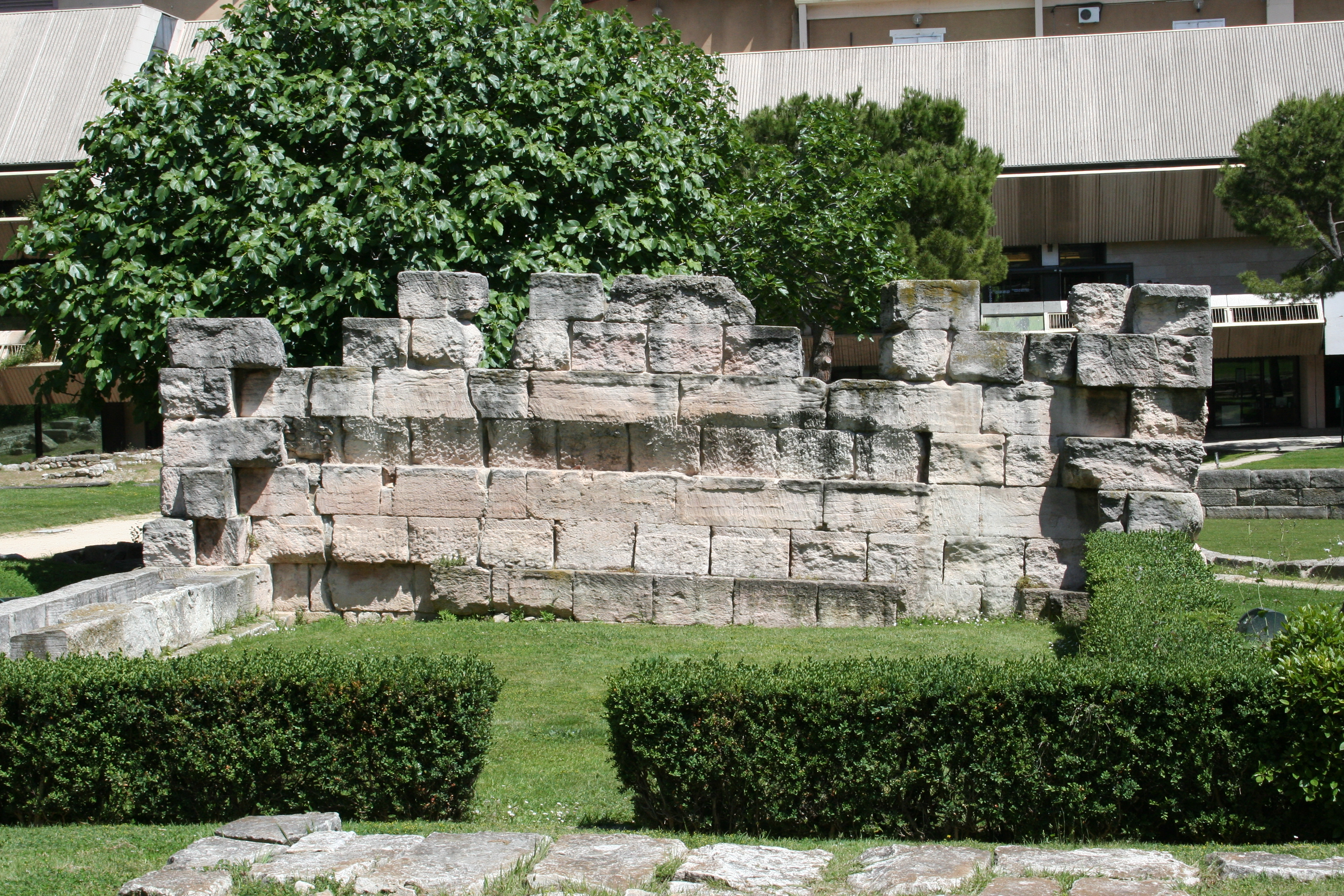
Torre pendente.

Scoperto nel 1913 e classificato come monumento storico nel 1916, questo muro era nella cantina di una casa. Alcuni archeologi dell'epoca credevano di scoprire il bastione che il ricco medico marsigliese Crinas, residente a Roma, aveva costruito a proprie spese nel I secolo a.C. Questo muro è effettivamente più antico e datato al II secolo a.C. ma ha mantenuto il suo vecchio nome. Questo è il rivestimento esterno del bastione, essendo scomparso il rivestimento interno ma ritrovato nelle fondamenta.

#### Torri di difesa
La Porte d'Italie era presidiata da due torri costruite ad est delle precedenti torri del IV secolo a.C.
La torre nord o torre quadrata, di 10,50 metri di lato, è attaccata al muro di Crinas. Alcuni blocchi interni portano i segni di cavatori o scalpellini. La torre sud è anche chiamata torre pendente, perché il suo rivestimento orientale si è abbassato, essendo il terreno un tempo paludoso. Era anche quadrata, 10,30 metri di lato. Si conserva solo il rivestimento orientale.
Queste due torri, che dovevano raggiungere un'altezza di 15 metri, incorniciavano la Porte d'Italie. Una cortina di 22 metri collegava la torre pendente a una torre rettangolare (7,8 × 8,4). Questa cortina è stata ricostruita per dare un'idea migliore di questa fortificazione.

#### Parete frontale
Di fronte alle fortificazioni ellenistiche, si erge dinanzi a un muro spezzato, ricostruito nel V secolo.

### Strada lastricata

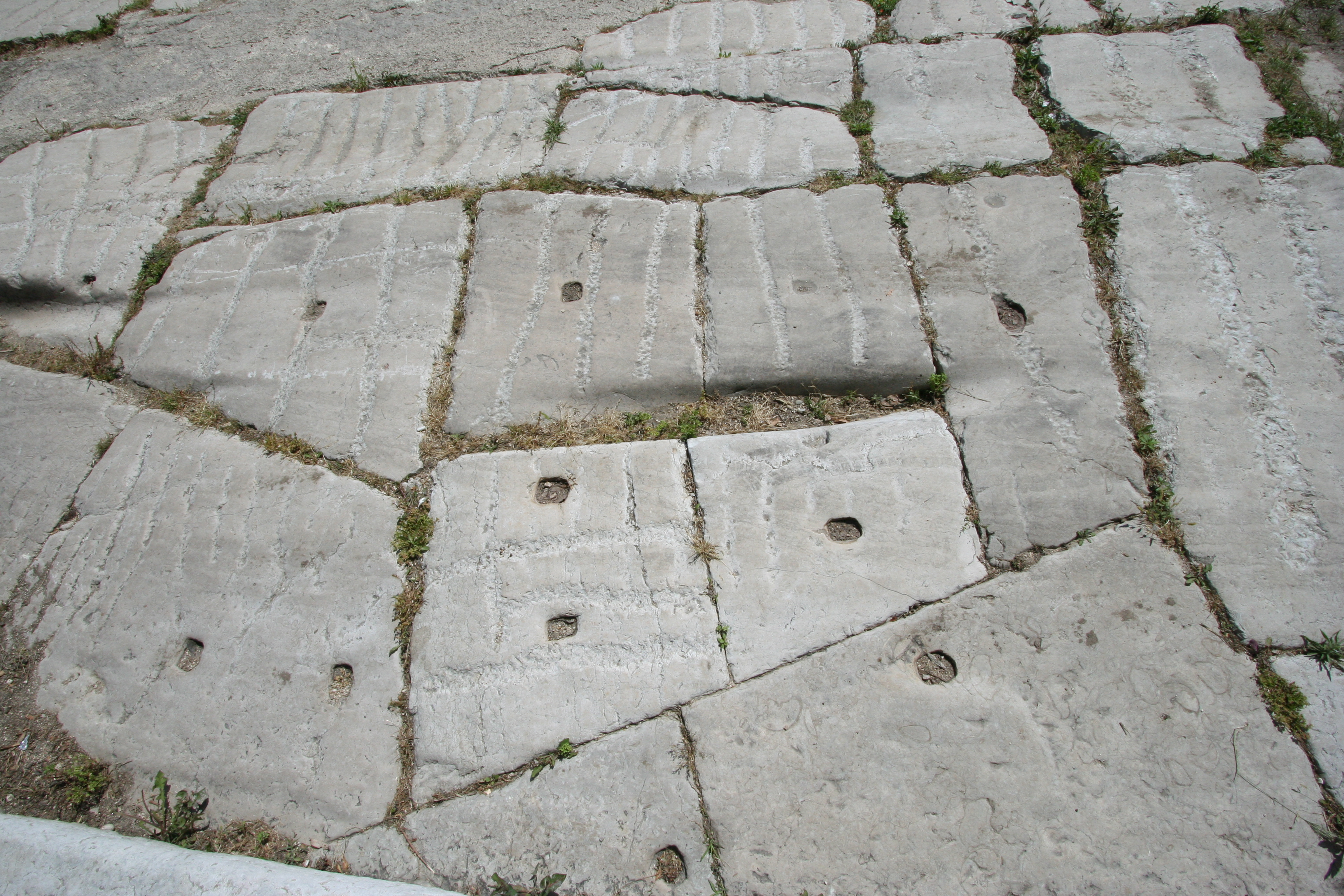
Lastre della strada romana.

La strada attualmente visibile presenta l'ultimo stato della sua costruzione nel Basso Impero intorno al IV secolo. È realizzata con grandi lastre di pietra di Cassis, molto resistenti al traffico di pesanti carri. Le ampie creste ancora visibili sono state realizzate per evitare lo slittamento delle ruote, mentre i fori visibili al centro delle lastre erano destinati alla loro movimentazione e installazione. Ai bordi della strada c'è un marciapiede.

### Bacino d'acqua dolce

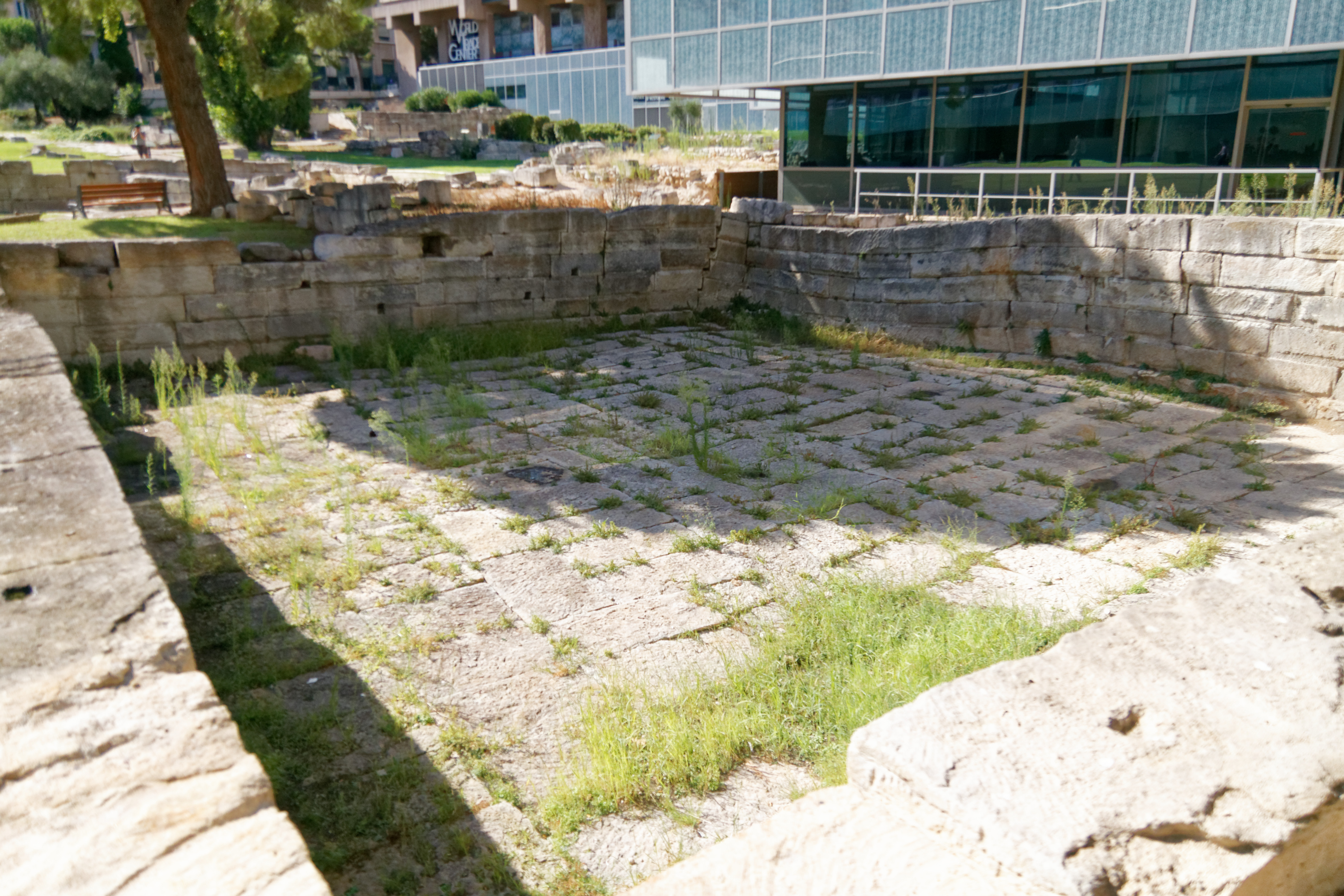
Bacino d'acqua dolce.

Ad est del giardino e vicino alla galleria Centre Bourse si trova una grande vasca quadrata realizzata all'inizio del II secolo, di circa 15 metri di lato, in pietre ben accostate. Il fondo pavimentato è stato stuccato con pece per garantire l'impermeabilizzazione. Questo bacino di quasi 500 m veniva alimentato con acqua convogliata tramite un tubo che raccoglieva l'acqua da una sorgente e che si apre nella parete interna nord-orientale del bacino. Questo acquedotto, protetto da lastre di pietra di Cassis, è stato trovato a più di 100 metri a nord.
Questo bacino era utilizzato per fornire acqua alle barche. Sul paramento interno occidentale, punti di ancoraggio e un'intercapedine riservata nel terreno pavimentato, attestano l'esistenza di una ruota di 3 metri di diametro, utilizzata per pulire le pietre alluvionali trasportate dall'acqua. È probabile che per sollevare l'acqua fosse stata utilizzata un'altra ruota.

### Terrazze funerarie
Sono stati scoperti due recinti funerari a nord della strada per l'Italia. Quello più settentrionale fu distrutto nel 1973 per far posto al Centre Bourse. Ogni recinto rettangolare ha una superficie di circa 100. Si trattava infatti di terrazze destinate ad essere viste dalla strada per l'Italia.
Il recinto conservato è decorato con un'alternanza di metope e triglifi che poggiano su un piedistallo. Al centro di questo terrazzo è stato scoperto uno zoccolo di forma quadrata costituito da un grande dispositivo di pietra calcarea bianca: potrebbe essere stata la base di un altare o di una statua.
I recinti furono costruiti all'inizio del IV secolo a.C. Gli scavi hanno rivelato esclusivamente diciannove cremazioni per il recinto nord e sei per il monumento triglifo, eseguite in loco. I resti sono stati recuperati e posti in un'urna di piombo, ceramica o bronzo, posta all'interno degli stessi cassettoni di pietra disposti in una fossa di queste terrazze funerarie. Il museo di storia di Marsiglia presenta alcune di queste urne. Le tombe risalgono al IV secolo a.C., con l'eccezione di resti di cremazione che risalirebbero al III secolo a.C. Questi terrazzi funerari furono definitivamente abbandonati all'inizio del II secolo a.C. e coperti con terrapieni.